# Raketoplan 2.01
2.01 je bilo ime sovjetskega raketoplana v izdelavi. Ob opustitvi sovjetskega vesoljskega programa 2.01 še ni bil končan.